# Hiawatha's Rabbit Hunt
Hiawatha's Rabbit Hunt és un curtmetratge d'animació de Warner Bros. dirigit per Friz Freleng. Va ser estrenat el 1941 i estava protagonitzat per Hiawatha, el petit indi i Bugs Bunny.

## Argument
Un narrador explica la història del petit indi Hiawatha, després el narrador es revela ser Bugs Bunny que està llegint el llibre. S'assabenta que el petit indi té la intenció de cuinar-lo. Hiawatha segueix els rastres del conill i descobreix Bugs rentant-se a la marmita. Ajuda Hiawatha a portar tions per tal de rescalfar l'aigua abans de fugir, quan el petit indi li anuncia que és el plat.
| Precedit per: Tortoise Beats Hare | Curtmetratges de Bugs Bunny 1941 | Succeït per: The Heckling Hare |